# Pierre Durand de Maillane

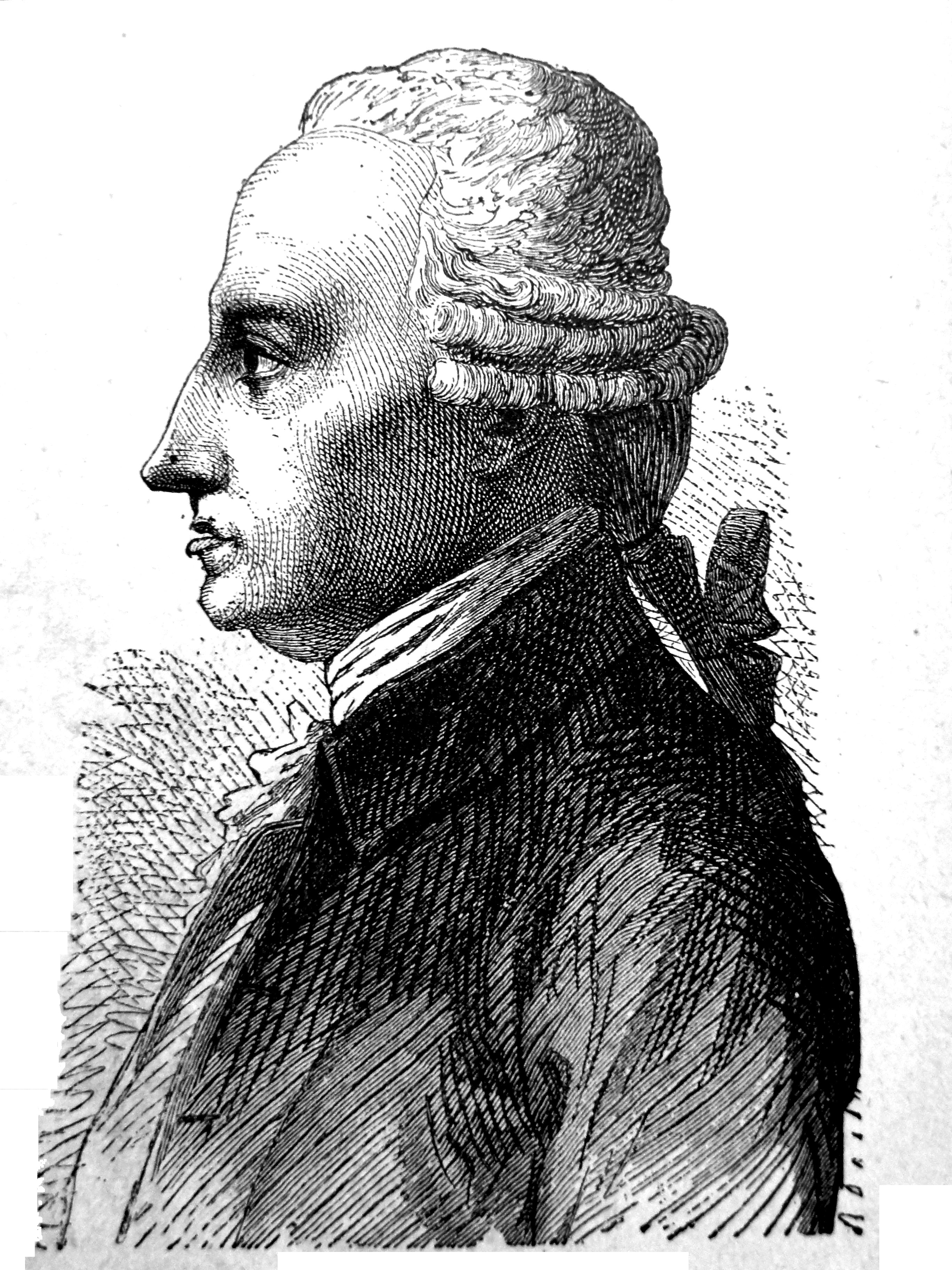
Pierre Durand de Maillane

Pierre Durand de Maillane (ur. 1 listopada 1729 w Saint-Rémy-de-Provence, zm. 14 sierpnia 1811 w Aix-en-Provence) – prawnik francuski, który wydał "Dictionaire du droit canonjque".